# 泽麦特里乌斯·维凯拉斯

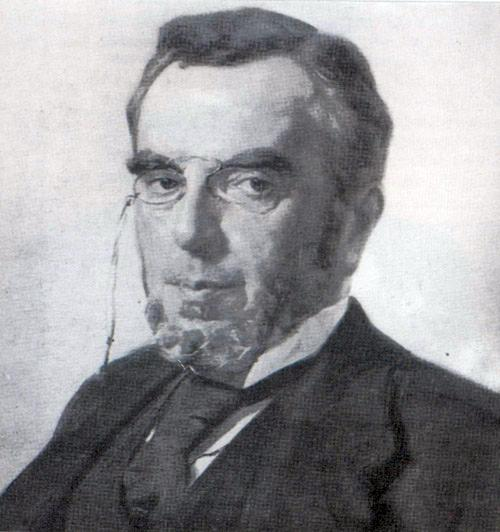
澤麥特里烏斯·維凱拉斯

澤麥特里烏斯·維凱拉斯（Demetrius Vikelas，1835年2月15日—1908年7月20日），希臘文學家，於1894年至1896年擔任國際奧林匹克委員會首任主席。